# Peritrichia peringueyi
Peritrichia peringueyi är en skalbaggsart som beskrevs av Von Dalle Torre 1912. Peritrichia peringueyi ingår i släktet Peritrichia och familjen Melolonthidae. Inga underarter finns listade i Catalogue of Life.